# Micrathetis dasaradana
Micrathetis dasaradana är en fjärilsart som beskrevs av Embrik Strand 1921. Micrathetis dasaradana ingår i släktet Micrathetis och familjen nattflyn. Inga underarter finns listade i Catalogue of Life.